# هوغوورتس: دليل غير مكتمل وغير موثوق
هوغوورتس: دليل غير مكتمل وغير موثوق (بالإنجليزية: Hogwarts: An Incomplete and Unreliable Guide)‏ هو كتاب إلكتروني من تأليف جوان رولينغ، يُقدّم نظرة مُعمقة عن استكشاف مدرسة هوغوورتس للسحر. أُصدر بعدة لغات في 6 سبتمبر 2016.

## المحتوى
يُعد كتاب هوغوورتس: دليل غير مكتمل وغير موثوق الجزء الثالث من ثلاثية موقع بوترمور الصادرة في 2016، وهو استكشاف مُعمق لمدرسة هوغوورتس للسحر والشعوذة. يبدأ الكتاب بالتعرف على بداية الرحلة من خلال رصيف 9 {\displaystyle 3/4}، وكيفية توزيع الطلبة عبر قبعة الفرز السحرية ويعرض تفاصيل دقيقة لجولات في أراضي المدرسة. كما يتناول سكان القلعة الدائمين، والمناهج الدراسية والعديد من المرافق الغامضة.

## تاريخ النشر
صدر هذا الكتاب بالتزامن مع الكُتب التالية:
- حكايات قصيرة من هوغوورتس عن القوة والسياسة والأشباح المزعجة
- حكايات قصيرة من هوغوورتس عن البطولة والمصاعب والهوايات الخطيرة